# Vladimir Obleščuk
Vladimir Obleščuk (26. travnja 1924. Banja Luka - 25. listopada 2010. Pula) je kazališni, dramski i filmski glumac.
U svojoj impresivnoj umjetničkoj biografiji ostvario je više od 200 uloga u kazalištu, televiziji i na filmu, a snimao je i radio-drame
i radio-romane. Glumio je u popularnim televizijskim serijama (Prosjaci i sinovi, Kapelski kresovi, U registraturi, Gruntovčani,
Putovanje u Vučjak), dramama (Nepokoreni grad, Svjetioničar, Harmonika) i u brojnim filmovima (Banović Strahinja, Hajdučka vremena, Krvopijci, Obećana zemlja). 
U kazalištu je glumio raznovrsne uloge, i glavne i sporedne, već prema potrebama repertoara: od Molierea i Shakespearea do Držića i Ćopića. Podrijetlom iz Ukrajine, otkud su mu djed i baka u vrijeme Oktobarske revolucije preselili u Bosnu, Vladimir nakon mature u banjalučkoj klasičnoj gimnaziji ilegalnom vezom odlazi u partizane 1943. godine, a krajem jeseni iste godine počinje glumiti.
Nakon rata, prvo odlazi u Sarajevo u novoformirano Narodno pozorište; zatim 1947. odlazi u banjalučko pa u zeničko pozorište, da bi 1954. došao u Istru, u kazalište u Bujama, te 1956. preselio u pulsko Istarsko narodno kazalište, gdje ostaje do njegova zatvaranja 1971. Tada odlazi u Zagreb gdje djeluje kao slobodni dramski umjetnik, gostujući u HNK-u, Jazavcu, Žar ptici, Teatru ITD te u kazališnim družinama Teatar klasike, Radničko kazalište i Scena revolucije.

## Filmografija

### Filmske uloge
- "Maršal" kao Čavka (1999.)
- "Krvopijci" kao policajac (1989.)
- "Donator" kao Nikola Rajić (1989.)
- "Terevenka" kao lokalni inspektor (1987.)
- "Obećana zemlja" kao kolonist (1986.)
- "Pijanist" (1983.)
- "Kiklop" (1982.) i istoimena serija iz 1983.
- "Banović Strahinja" kao Stanoje (1981.)
- "Ivanjska noć" (1980.)
- "Obustava u strojnoj" (1980.)
- "Gospođica" (1980.)
- "Daj što daš" (1979.)
- "Liberanovi" (1979.)
- "Parnjača" (1979.)
- "Živi bili pa vidjeli" (1979.)
- "Priča o Zvjezdani" (1978.)
- "Tomo Bakran" kao član liječničke komisije (1978.)
- "Posljednji podvig diverzanta Oblaka" kao susjed (1978.)
- "Društvo za iznenadne radosti" (1978.)
- "Oko" kao krčmar (1978.)
- "Bombaški proces" (1977.)
- "Hajdučka vremena" kao žandar #2 (1977.)
- "Tri jablana" (1976.)
- "Tena" (1975.)
- "Pravednik" (1974.)
- "Harmonika" kao Tomo (1972.)

### Televizijske uloge
- "Đuka Begović" (TV serija bazirana na filmu) kao Marijan (1991.)
- "Neuništivi" (1990.)
- "Putovanje u Vučjak" kao Komarica (1986.)
- "Hajdučki gaj" kao Bartol (1985.)
- "Smogovci" kao prodavač krumpira (1983.)
- "Nepokoreni grad" (1982.)
- "Velo misto" kao gospodin Ante (1980.)
- "Svjetionik" (1979.)
- "Nikola Tesla" kao kartaš (1977.)
- "Marija" kao seljak s konjskom zapregom (1977.)
- "Kapelski kresovi" kao konjušar Nikola (1976.)
- "Gruntovčani" kao Žmulko (1975.)
- "U registraturi" kao Nikola Medonić (1974.)
- "Prosjaci i sinovi" (1972.)